# Roncal
Roncal (cooficialmente en euskera: Erronkari) es una villa y un municipio español de la Comunidad Foral de Navarra, situado en la merindad de Sangüesa, en la comarca de Roncal-Salazar, en el valle de Roncal y a 90 km de la capital de la comunidad, Pamplona. Su población en 2024 fue de 214 habitantes (INE).
El municipio está compuesto por tres lugares habitados: Enaquesa, Molino de Garde y Roncal.
Desde 2021 Roncal forma parte de la Asociación Los Pueblos Más Bonitos de España.
Su gentilicio es roncalés/esa o erronkariarra, tanto en masculino como en femenino.

## Símbolos

### Escudo
El escudo de armas de la villa de Roncal tiene el siguiente blasón:

Cuartelado. 1.º, de azur y un puente de tres arcos de oro y sobre él la cabeza coronada de un rey moro. 2.º, de gules y un lebrel de plata siniestrado. 3.º, de gules y un castillo de plata. 4.º de azur y tres rocas de oro.

Este blasón es privativo de todo el valle de Roncal y de cada una de sus villas en particular.

## Geografía
La localidad de Roncal está situada en la parte Noreste de la Comunidad Foral de Navarra, dentro de la región geográfica de la Montaña de Navarra, la comarca geográfica de los Valles Pirenaicos Orientales, en el centro del valle de Roncal y a una altitud de 720 m s. n. m. Su término municipal tiene una superficie de 38,8 km² y limita al norte con los municipios de Uztárroz, Urzainqui e Isaba, al este con el de Garde, al sur con el de Burgui y al oeste con el de Vidángoz.
Barrios: Arana, Castillo, Iriartea, Iriondoa y San Juan.

## Demografía
Roncal cuenta con una población de 214 habitantes (INE 2024).
| Gráfica de evolución demográfica de Roncal entre 1842 y 2021 |
| |
| Población de derecho según los censos de población del INE Población de hecho según los censos de población del INEEn estos censos se denominaba Roncal: 1842, 1857, 1860, 1877, 1887, 1897, 1900, 1910, 1920, 1930, 1940, 1950, 1960, 1970, 1981 y 1991 |

### Núcleos de población
El municipio se divide en las siguientes entidades de población, según el nomenclátor de población publicado por el INE (Instituto Nacional de Estadística). Los datos de población se refieren a 2014
| Entidad de población | Población (2014) |
| -------------------- | ---------------- |
| Enaquesa             | 1                |
| Molino de Garde      | 3                |
| Roncal               | 242              |

## Administración y política

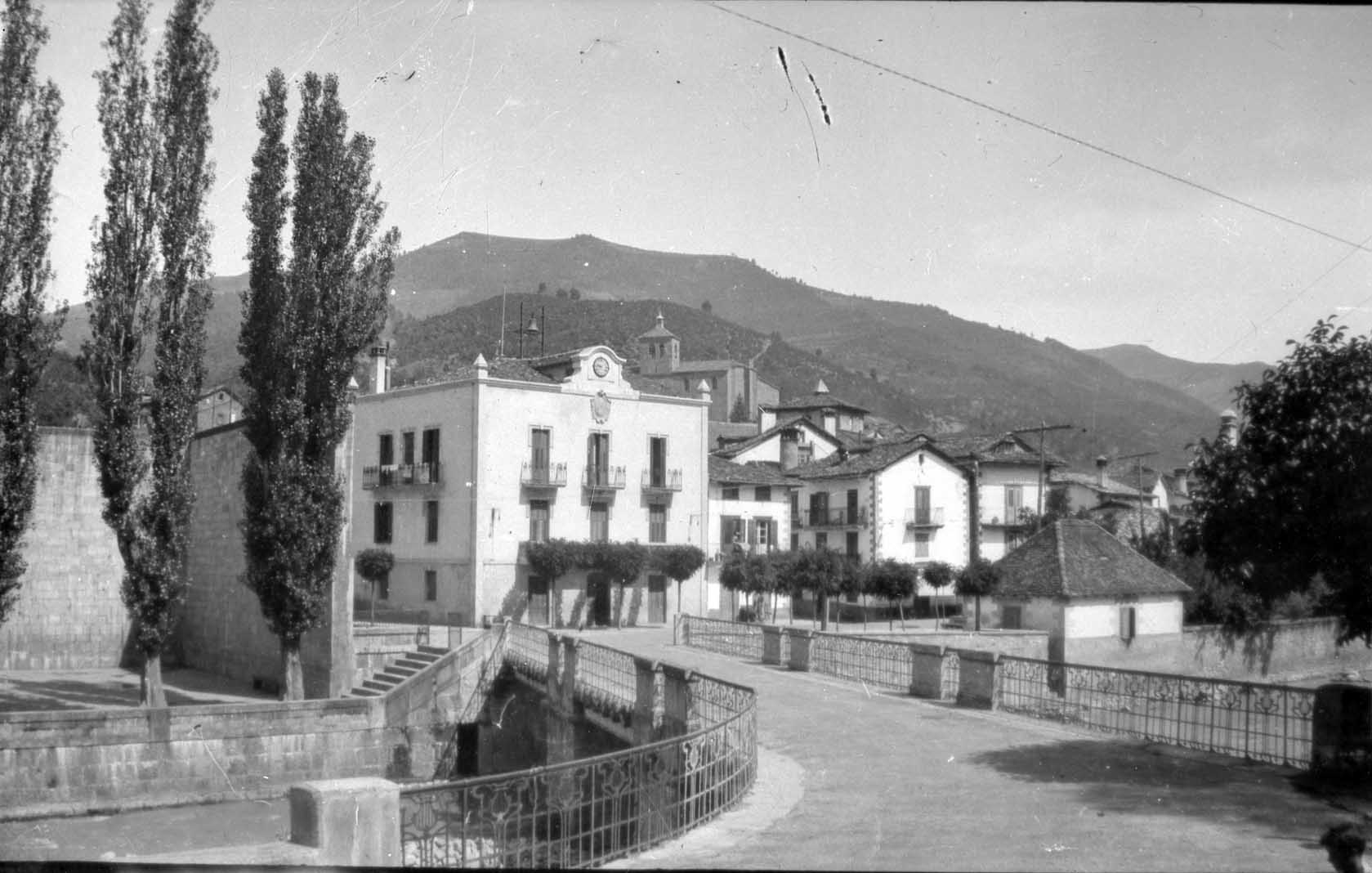
Ayuntamiento en 1953. Fotografía: Indalecio Ojanguren

Roncal conforma un municipio el cual está gobernado por un ayuntamiento de gestión democrática desde 1979, formado por 7 miembros elegidos en las elecciones municipales según está dispuesto en la Ley Orgánica del Régimen Electoral General. La sede del consistorio está situada en el paseo de Julián Gayarre, n.º 1, de la localidad de Roncal.
Las Elecciones municipales de 2011 se celebraron el 20 de noviembre coincidiendo con las elecciones generales (elecciones locales parciales) debido a que el 22 de mayo no se pudieron realizar al no existir ninguna candidatura. Con un censo de 223 electores, participaron un total de 155 votantes (69,51%) lo que da una abstención de 68 (30,49%). De los votos emitidos 43 fueron nulo (27,74%) y 24 fueron en blanco (15,48%). La única formación que concurrió en los comicios fue Urrutea que obtuvo 88 votos (78,57% de los votos válidos) y los 7 concejales con que cuenta el consistorio.
Fue elegido como alcalde Alfredo Cabodevilla Munárriz.
| Partido político                   | 2011  | 2011  | 2011       | 2007  | 2007 | 2007       |
| Partido político                   | Votos | %     | Concejales | Votos | %    | Concejales |
| Urrutea                            | 88    | 78,57 | 7          | 76    |      | 2          |
| Grupo Independiente Roncalés (GIR) | —     | —     | —          | 122   |      | 3          |

| Mandato   | Nombre del alcalde           | Partido político |
| --------- | ---------------------------- | ---------------- |
| 1979-1983 |                              |                  |
| 1983-1987 |                              |                  |
| 1987-1991 |                              |                  |
| 1991-1995 |                              |                  |
| 1995-1999 |                              |                  |
| 1999-2003 | Agapito Boj Garate           | GIR              |
| 2003-2007 | Agapito Boj Garate           | GIR              |
| 2007-2011 | Agapito Boj Garate           | GIR              |
| 2011-     | Alfredo Cabodevilla Munárriz | Urrutea          |

## Economía
La economía se basa en una fábrica de queso, así como en la ganadería y el turismo rural. 
Dispone, así mismo, de oficinas bancarias, comercios, biblioteca y un Centro de Interpretación de la Naturaleza, donde se representa la fauna y flora del Valle de Roncal, así como se describen las formas de vida.

## Patrimonio

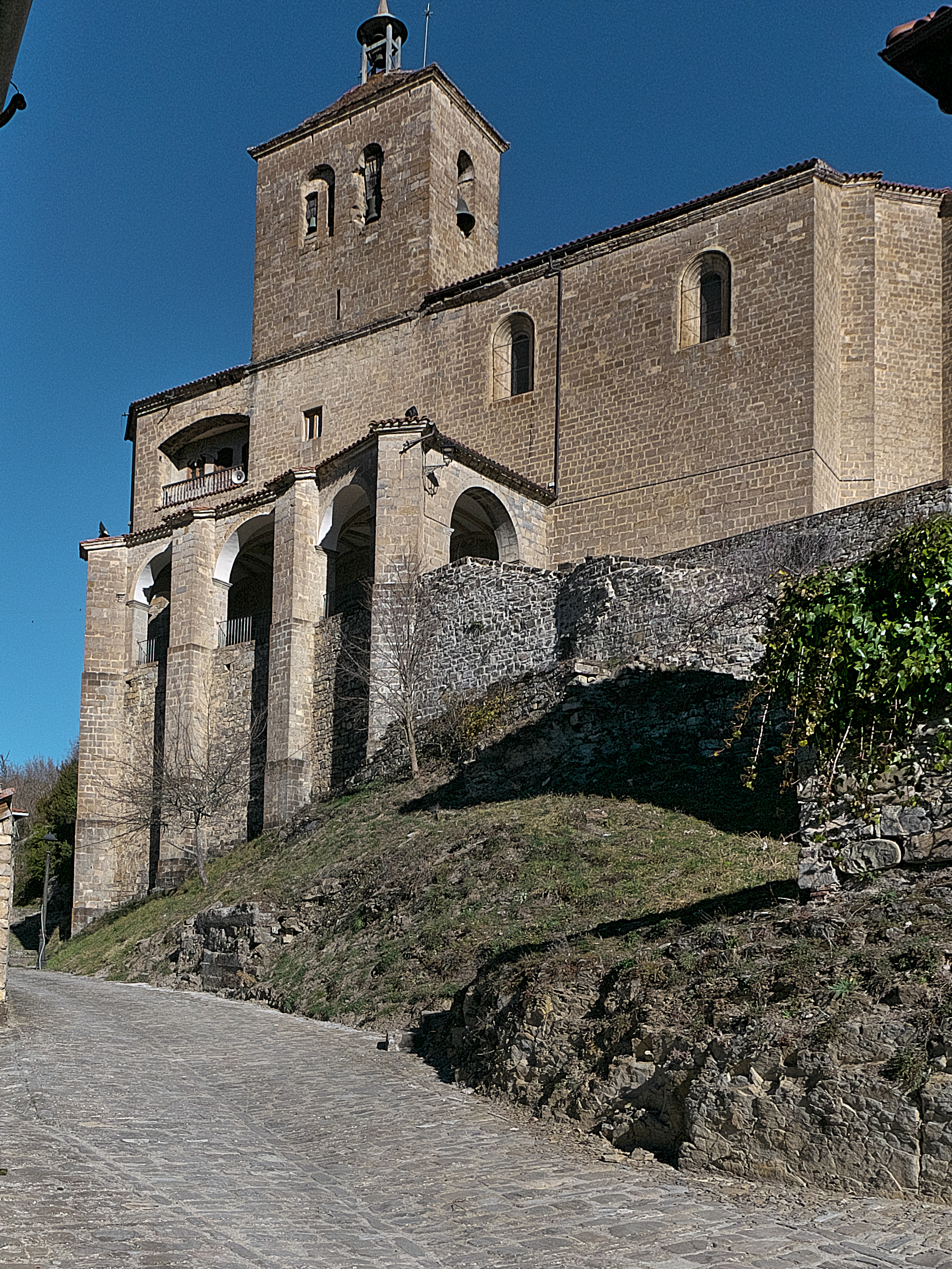
Iglesia de San Esteban

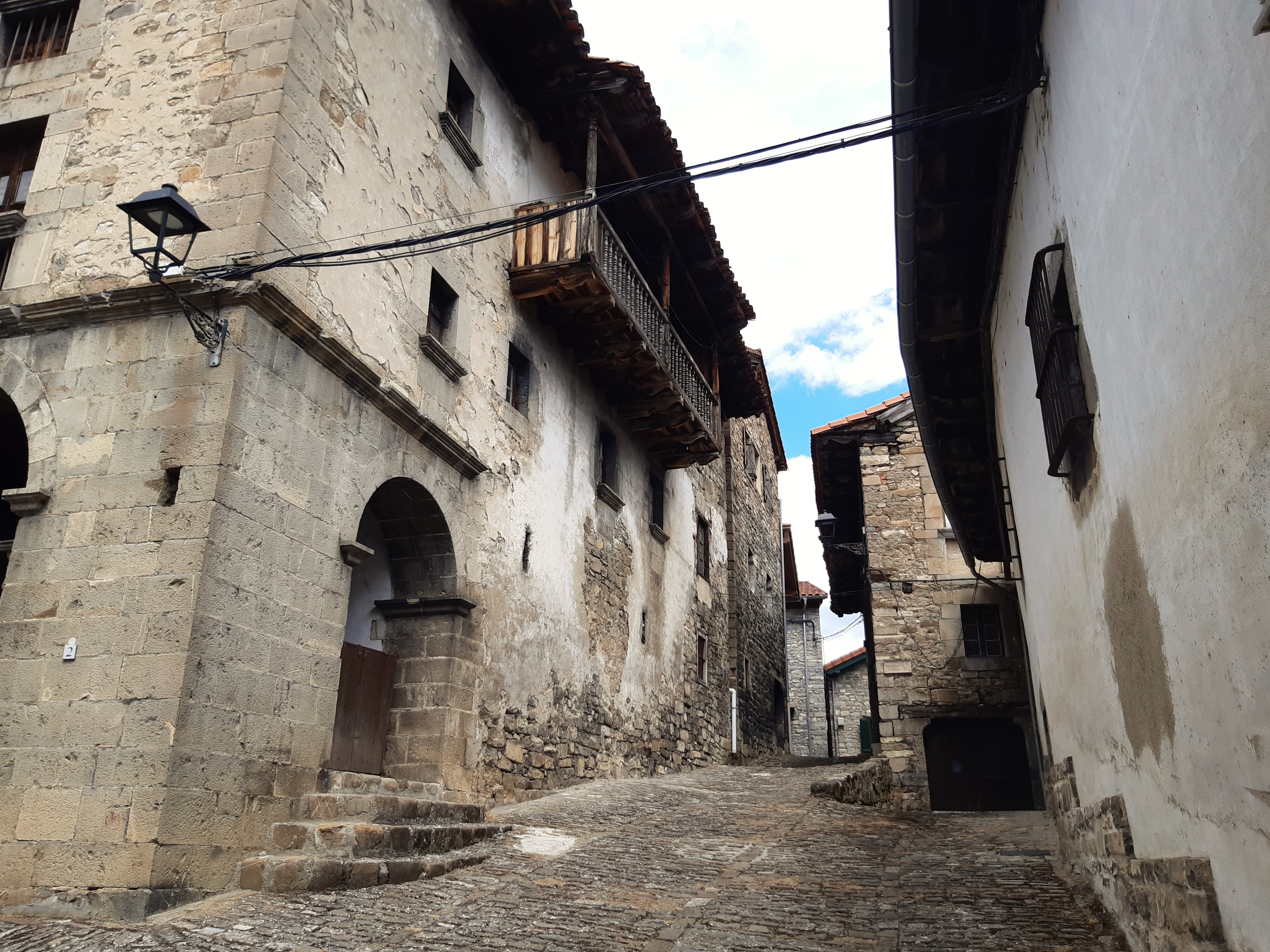
Calle empedrada con casas señoriales en Roncal

### Monumentos religiosos
- La Iglesia de San Esteban (siglo XVI). De estilo gótico-renacentista, con una nave con capillas entre los contrafuertes, crucero y cabecera pentagonal bóvedas estrelladas de nervios rectos como cubiertas. Su exterior es un gran bloque macizo de sillar en el que destaca la torre que se alza sobre el último tramo. La puerta de ingreso al templo es de medio punto y se encuentra bajo un pórtico e tres tramos. Preside su interior un gran retablo ochavado en estilo barroco, el resto de retablos son de estilo barroco también y churrigueresco. La sillería del coro es barroca del siglo XVIII. Entre las piezas de platería destaca una cruz procesional en plata sobredorada de estilo tardogótico.
- La Ermita en honor de Nuestra Señora del Castillo, situada en el barrio de El Castillo. Cabe destacar la imagen sedente de la Virgen con el niño de estilo románico de finales del siglo XII.
- La Ermita de San Sebastián, situada en el término conocido como Navarzato, la que fuera la octava villa roncalesa hasta mediados del siglo XIII, cuando quedó deshabitada.
- La Ermita de San Juan, reconstruida en el año 2006.

### Monumentos civiles
- El Centro de Interpretación de la Naturaleza.
- La Casa-Museo de Julián Gayarre.
- El panteón-mausoleo a Julián Gayarre, obra de Mariano Benlliure.
- Lavadero: Situado en el barrio de Arana. Data del año 1771, aunque fue restaurado en 1996. En una piedra puede leerse la inscripción: "Marichalar me fecit. Ano 1771"

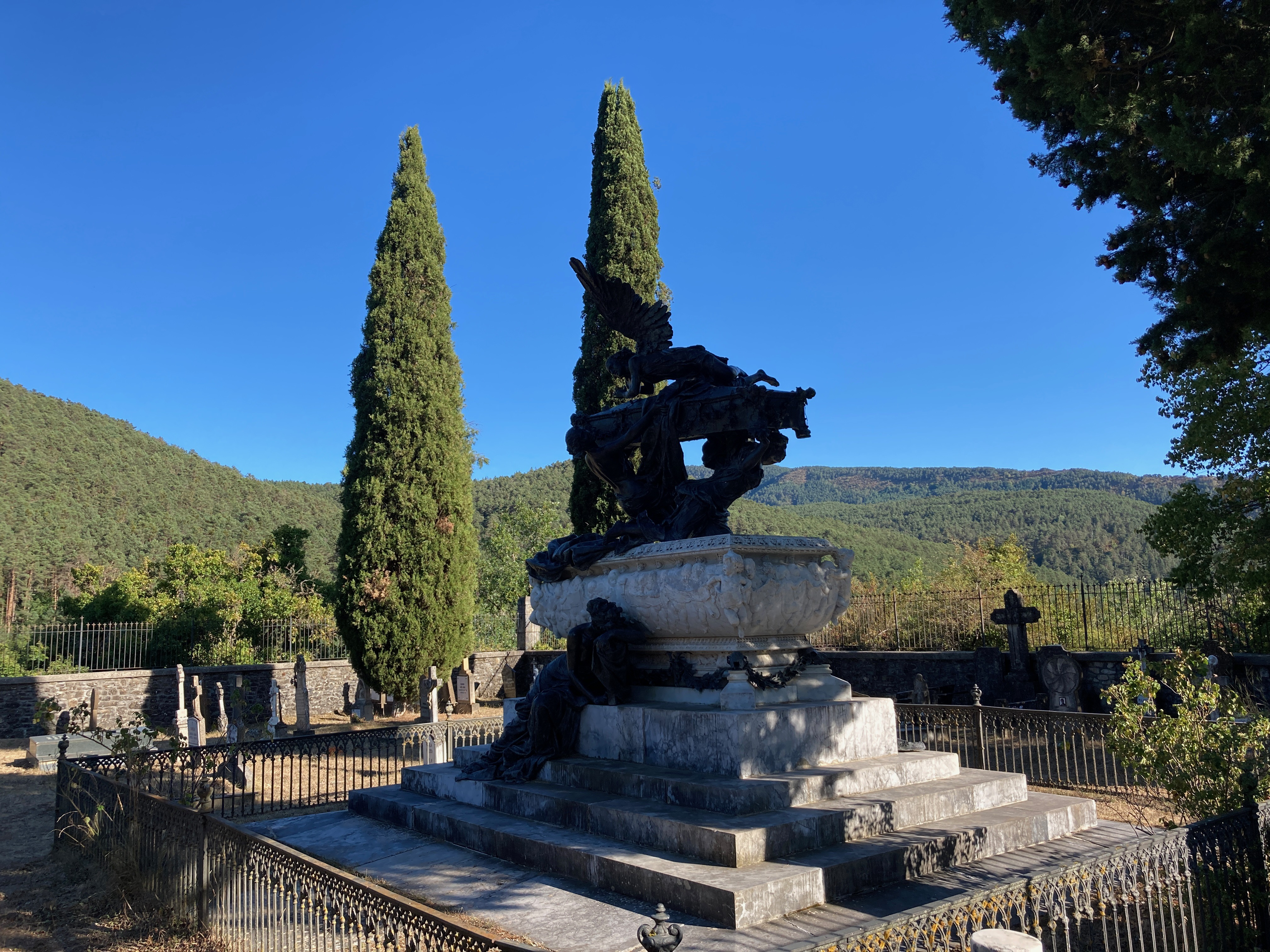
Mausoleo de Julián Gayarre

### Restos arqueológicos
- Dolmen de Lubrakieta, pertenece al término de Roncal, pero está situado en el fondo del Valle de Belabarce, junto al camino de Isaba a Zuriza. Fue descubierto por J. Elósegui en 1943.

### Casas señoriales
- Casa López, situada en el barrio de Arana, data de 1777. Forma un bloque majestuoso cúbico de tres cuerpos, el inferior de sillar y el resto enlucido, salvo en los vanos y las esquinas, realzados por el sillar. El piso inferior consta de un pórtico, con dos arcos de medio punto sobre pilares y balaustrada, abiertos en la fachada mientras que en los laterales se abre un solo arco. En el interior de este patio se localiza la portada de la mansión, consistente en arco de medio punto con la rosca decorada con rocalla. En el segundo piso se halla un escudo rococó, entre niños tenantes y yelmo por timbre con las armas del valle en el campo, cabeza de rey sobre puente y roquedo.
- Casa Gambra, un edificio barroco del siglo XVIII (1739), situada en el barrio de Iriartea. Consta de dos cuerpos enlucidos en contraste con el sillar de los vanos. Como entrada cuenta con un arco de medio punto con una especie de guardalluvias y la fecha de 1759 en la clave. Sobre la entrada se halla el escudo de la villa, con decoración de rocalla y yelmo por timbre. El campo cuartelado tiene cabeza de rey moro sobre puente en el primero, en el segundo lebrel pasante, en el tercero torre y en el cuarto roquedo. Dicen que en su interior existen pasadizos y escondrijos correspondientes a una época turbulenta: la que va del siglo XVIII al XX.
- Casa Sanz Orrio, casa señorial de la segunda mitad del siglo XVIII. En su fachada barroca destaca la puerta y el escudo de armas. En este se aprecia el sol: símbolo que se concedía a quienes habían servido en América. La planta de la casa es cuadrada con tres pisos y tejado a cuatro aguas que se rompe con una linterna cubierta por tejadillo. Esta linterna cobijó en tiempos una campana que sirvió para avisar a las reuniones de la Junta que aquí se celebraban. En su interior destaca la escalera central y la cocina tradicional con una gran campana y fuego bajo.

## Cultura
Los últimos hablantes del uskara o roncalés, variante local del euskera fallecieron durante el siglo XX.

### Fiestas
Las fiestas patronales de Roncal se celebran del 14 al 18 de agosto, en honor de Nuestra Señora del Castillo.

### Gastronomía
Son típicas las migas del pastor, así como los calderetes de cordero (guiso de cordero con patatas). Producto típico con denominación de origen es el queso Roncal.